# Yehudá al-Harizí
Judá o Yehudá ben Selomó al-Harizi, en hebreo original יהודה בן שלמה אלחריזי, en árabe يحيا بن سليمان بن شاؤل أبو زكريا الحريزي اليهودي من أهل طليطلة (c. 1170-Alepo, c. 1230) fue un rabino, escritor, crítico literario y traductor hispanojudío en hebreo y árabe.
Nació en la España cristiana, es difícil saber si en Toledo o en Barcelona. Durante sus primeros veinticinco años de vida acumuló considerables conocimientos. Llegó a dominar el árabe, el arameo, el francés, el latín y el griego. Viajó mucho buscando mecenazgo y padeciendo ocasionalmente la pobreza y la necesidad: estuvo en Provenza, Italia, Grecia, Siria, Palestina, Mesopotamia y Egipto. Dejó constancia de esos viajes en sus obras, celebrando también a quienes lo acogieron. Defendió con ardor la obra de exégesis racionalista de Maimónides contra los que la discutían, e incluso tradujo su Guía de perplejos al hebreo y algunas de sus otras obras. Cultivó la poesía (Sefer ha-Canaq / Libro del collar, 257 estrofas breves paranomásticas) y tradujo algunos textos del árabe. Contribuyó a la prosa rimada traduciendo hábilmente las ingeniosas y elaboradas maqamas de Al-Hariri de Basora haciendo un alarde de las posibilidades de la lengua hebrea. En hebreo escribió además su propia colección original de maqamas entre 1218 y 1220, el Tahkemoni. Se trata de cincuenta historias protagonizadas por una especie de pícaro que al mismo tiempo se muestra sabio y erudito y solo es reconocido al final de cada historia. Esta obra tiene a la vez la función de entretener e instruir, y en dos de estos relatos se hace una pequeña historia de la poesía andalusí. Existe traducción española de Carlos del Valle Rodríguez: Las asambleas de los sabios (Murcia: Univ. de Murcia, 1988). También tradujo la Ética y la Política de Aristóteles y varios tratados médicos de escasa importancia. Él mismo escribió también un tratado médico: Refuath Geviyah / La curación del cuerpo. Otra obra menor es Sefer Anak, una imitación de los poemas del rabino Moses ibn Ezra y el Sefer Goraloth de Ibn Gabirol.